# لیشتنبرگ
لیشتنبرگ (به آلمانی: Lichtenberg) یک سکونتگاه مسکونی در آلمان است که در برلین واقع شده‌است.

## خصوصیات
لیشتنبرگ ۲۶۸٬۴۶۶ نفر جمعیت دارد. این محله که در شرق برلین واقع شده پیشتر محلی برای مراکز اصلی اشتازی پلیس اطلاعات آلمان شرقی بود. همچنین از ابتدای برپایی جمهوری دموکراتیک آلمان (آلمان شرقی) این محله محلی برای مراکز اصلی حکومت به‌شمار می‌رفت و زندان معروف پلیس آلمان شرقی نیز در این محله واقع شده‌است.

## نواحی لیشتنبرگ
لیشتنبرگ به ده ناحیه تقسیم شده‌است:
| ناحیه         | مساحت (کیلومتر مربع) | جمعیت(۳۰ ژوئن ۲۰۰۸) | تراکم جمعیت |
| فریدرایشسفلده | ۵٫۸                  | ۵۰۱۰۰               | ۸۶۲۲        |
| کارلزهورست    | ۶٫۶                  | ۲۱۰۵۷               | ۳۱۹۰        |
| لیشتنبرگ      | ۷٫۳۳                 | ۳۲۲۹۵               | ۴۴۰۶        |
| فالکنبرگ      | ۳٫۰                  | ۱۱۶۴                | ۳۸۸         |
| مالخو         | ۳٫۰                  | ۴۵۰                 | ۱۵۰         |
| وارتنبرگ      | ۵٫۳۲                 | ۲۴۳۳                | ۴۵۸         |
| نوی-شوهینزن   | ۵٫۳۲                 | ۵۳۶۹۸               | ۱۰۰۹۸       |
| الت-شوهینزن   | ۱۰                   | ۴۱۷۸۰               | ۴۱۷۸        |
| فنپفوهل       | ۱٫۷۵                 | ۳۰۳۹۲               | ۱۷۶۷۵       |
| روملسبورگ     | ۴٫۱۶                 | ۱۷۵۶۷               | ۴۲۳۳        |